# Запорожское (Томаковский район)
Запорожское (укр. Запорізьке) — село,
Владимировский сельский совет,
Томаковский район,
Днепропетровская область,
Украина.
Код КОАТУУ — 1225481005. Население по переписи 2001 года составляло 212 человек .

## Географическое положение
Село Запорожское находится на расстоянии в 2 км от сёл Высокое, Новоукраинка и Садовое.
По селу протекает пересыхающий ручей с запрудой.
Рядом проходит автомобильная дорога Т-0420.

## Происхождение названия
На топографических картах Шуберта 1867г. село обозначено как хутор Редутный. На Топографических картах Генштаба 1941г. указанный населённый пункт значится как село Запорожское. Переименование скорее всего произошло после революции.